# Arebius convergens
Arebius convergens är en mångfotingart som beskrevs av Chamberlin 1943. Arebius convergens ingår i släktet Arebius och familjen stenkrypare. Inga underarter finns listade i Catalogue of Life.